# Ada Kretzer-Hartl
Ada Kretzer-Hartl (* 21. November 1897 in München; † 5. Mai 1963 in Braunschweig) war eine deutsche Kinder- und Jugendbuchautorin.

## Leben
Ada Kretzer-Hartl wurde als Ada Hartl geboren. Unter dem Pseudonym Ada Kretzer-Hartl schrieb sie zahlreiche Kinder- und Jugendbücher, darunter die Mara- und die Gabi-Reihe, die in der Zeit um 1950 populär war, aber schon in der Vorkriegszeit begonnen wurde. Damals erschienen die Bände im Hans-Jörg-Fischer-Verlag, dem späteren Boje Verlag, und wurden von Lotte Oldenburg-Wittig und R. Pfennigwerth illustriert. Die ersten Bände der Gabi-Reihe aus der Nachkriegszeit waren mit Illustrationen von Barbara Beyreiß versehen und kamen bei Westermann heraus.
Die Gedichte Der Hirte, Und hab mich lieb und Der Haselstrauch wurden 1942 vom Braunschweiger Komponisten Hanns Löhr vertont.
Ein Exemplar des Buches Mara weiß, was sie will befindet sich im Deutschen Historischen Museum.